# Eleccions legislatives franceses de 1973
Les eleccions legislatives franceses de la cinquena legislatura de la Cinquena República es van celebrar els dies 4 i 11 de març de 1973.
| Partits                        | Partits                                   | Sigles | Vots (1a volta) | % (1a volta) | Escons (2a volta) |
| ------------------------------ | ----------------------------------------- | ------ | --------------- | ------------ | ----------------- |
|                                | Unió dels Demòcrates per la República     | UDR    | 5 788 796       | 23,9         | 184               |
|                                | Mouvement réformateur                     | MR     | 3 015 372       | 12,4         | 31                |
|                                | Republicans Independents                  | RI     | 1 674 772       | 6,9          | 54                |
|                                | Divers droite                             | DVD    | 972 623         | 4,0          | 19                |
|                                | Centre Democràcia i Progrés               | CDP    | 906 136         | 3,9          | 23                |
|                                | Majoria presidencial & centre             |        | 12 357 699      | 50,9         | 311               |
|                                |                                           |        |                 |              |                   |
|                                | Partit Comunista Francès                  | PCF    | 5 156 619       | 21,3         | 73                |
|                                | Partit Socialista                         | PS     | 4 579 888       | 18,9         | 89                |
|                                | Moviment de l'Esquerra Radical Socialista | MGRS   | 674 319         | 2,8          | 12                |
|                                | Partit Socialista Unificat                | PSU    | 489 353         | 2,0          | 3                 |
|                                | Esquerra parlamentària                    |        | 10 900 179      | 44,9         | 177               |
|                                |                                           |        |                 |              |                   |
|                                | Divers i sense etiqueta                   |        | 562 850         | 2,3          | -                 |
|                                | Extrema esquerra                          | EXG    | 321 292         | 1,3          | -                 |
|                                | Front National                            | FN     | 122 000         | 0,5          | -                 |
|                                |                                           |        |                 |              |                   |
|                                | Total                                     |        | 24 264 020      | 100          | 488               |
| Abstenció: 18,8% després 18,1% |                                           |        |                 |              |                   |

## Composició de l'Assemblea Nacional
| Grup        | Membres | Afins | Total | %     |
| ----------- | ------- | ----- | ----- | ----- |
| UDR         | 6) 162  | 21    | 183   | 36,73 |
| PSRG        | 100     | 2     | 102   | 20,82 |
| Comunista   | 73      | 0     | 73    | 14,90 |
| RI          | 51      | 4     | 55    | 11,22 |
| RDS(5)      | 30      | 4     | 34    | 06,94 |
| UC (5)      | 30      | 0     | 30    | 06,12 |
| No inscrits | 13      | -     | 13    | 02,65 |
| Total       | 459     | 31    | 490   | 100,0 |

5) fusionats juliol de 1974 per a formar el Groupe des Réformateurs, des Centristes et des Démocrates Sociaux (RCDS)
- (6) el desembre de 1976 es transforma en Grup de Reagrupament per la República (RPR)

## Diputats per laCatalunya del Nord
- 1a Circumscripció – Paul Alduy (PSRG)
- 2a Circumscripció – André Tourné (PCF)